# Pleurobranchaea
Pleurobranchaea Leue, 1813 è un genere di molluschi gasteropodi della famiglia Pleurobranchaeidae.

## Tassonomia
Comprende le seguenti specie:
- Pleurobranchaea agassizii Bergh, 1897
- Pleurobranchaea augusta Ev. Marcus & Gosliner, 1984
- Pleurobranchaea brockii Bergh, 1897
- Pleurobranchaea bubala Ev. Marcus & Gosliner, 1984
- Pleurobranchaea californica MacFarland, 1966
- Pleurobranchaea catherinae Dayrat, 2001
- Pleurobranchaea gela Er. Marcus & Ev. Marcus, 1966
- Pleurobranchaea inconspicua Bergh, 1897
- Pleurobranchaea japonica Thiele, 1925
- Pleurobranchaea maculata (Quoy & Gaimard, 1832)
- Pleurobranchaea meckeli (Blainville, 1825)
- Pleurobranchaea morosa (Bergh, 1892)
- Pleurobranchaea obesa (A. E. Verrill, 1882)
- Pleurobranchaea spiroporphyra Alvim, Simone & Pimenta, 2014
- Pleurobranchaea tarda A. E. Verrill, 1880